# BAE Tempest
BAE Tempest (dt. „Sturm“) ist ein Konzept-Tarnkappenflugzeug, um einen Nachfolger für den Eurofighter Typhoon der Royal Air Force zu entwickeln. Das Flugzeug wurde von einem Konsortium aus BAE Systems und dem Triebwerkshersteller Rolls-Royce Group entwickelt, da sich Großbritannien nicht am deutsch-französisch-spanischen Flugzeugprojekt Future Combat Air System beteiligte, das ebenfalls als Eurofighter-Nachfolger geplant ist. Seit 2022 wird das Flugzeug zusammen mit Japan und Italien innerhalb des Global Combat Air Programme weiterentwickelt.

## Geschichte
Im Juli 2018 wurde auf der Farnborough Air Show ein erstes 1:1-Modell gezeigt. Die britische Regierung wollte bis 2025 über 2 Milliarden Pfund für das Projekt bereitstellen.
Am 7. Juli 2019 wurde bekannt, dass sich der schwedische Saab-Konzern als Projektpartner an der Entwicklung beteiligen werde, um langfristig einen Ersatz für die Saab 39 zur Verfügung zu haben. Die Tempest soll rund um das Jahr 2035 in Dienst gestellt werden. Als Testflugzeug für verschiedene Systeme kommt eine Boeing 757 zum Einsatz. Die neuen Verkleidungen des Flugzeugs wurden im Dezember 2024 zertifiziert.
Die Namensgebung spielt auf die Hawker Tempest der 1940er-Jahre an, die damals der Nachfolger der Hawker Typhoon war.

## Beschreibung
Das Mockup der Tempest zeigt einen zweistrahligen Deltaflügler mit doppeltem, nach außen gekantetem Seitenleitwerk. Die Lufteinlässe (Diverterless supersonic inlet) liegen seitlich des Cockpits. Die Tempest zitiert Konstruktionsmerkmale verschiedener Tarnkappenflugzeuge wie der F-22 und F-35 sowie der BAE Replica. Der hintere Teil des Rumpfes ist leicht erhöht, um die S-förmigen Kanäle hinter den beiden Triebwerkseinlässen unterzubringen und den vorderen Radarquerschnitt zu verringern.